# FP–45 Liberator
Az FP–45 Liberator egylövetű, simacsövű, 11,43 mm-es (.45) űrméretű pisztoly, melyet az Egyesült Államokban gyártottak 1942–1945 között. A fegyver .45 ACP lőszert tüzelt. Legfőbb vásárlója a Stratégiai Szolgálatok Hivatala (OSS) volt. A fegyver azzal a céllal készült, hogy egy egyszerű működésű egylövetű fegyvert adhassanak a megszállt területeken harcoló ellenállók kezébe a második világháború idején.

## Felépítése
Egyszerű szerkezetű, könnyen és olcsón gyártható fegyver. Mindössze 23 darab alkatrészből áll. Az alkatrészek többségét sajtolással állították elő. A fegyvert kartondobozba csomagolták 10 db lőszerrel és egy fapálcával együtt, amely az üres töltényhüvely eltávolítására szolgált. A csomag tartalmazott még egy képes használati utasítást is.
Az előállítási költsége 2,4 dollár volt. A sorozatgyártás az Indiana állambeli Anderson üzemben indult el 1942-ben. A milliós darabszámot 11 hét alatt érték el 300 munkással.

## Adatok
- Kaliber: 0,45 hüvelyk ACP
- Tárkapacitás: Egylövetű, közvetlen a töltényűrben
- Cső: 101 mm, huzagolásmentes
- Lőtáv: 8 m
- Csőtorkolati sebesség: 250 m/s
- Tömeg: 0,45 kg